# Simon Cowell

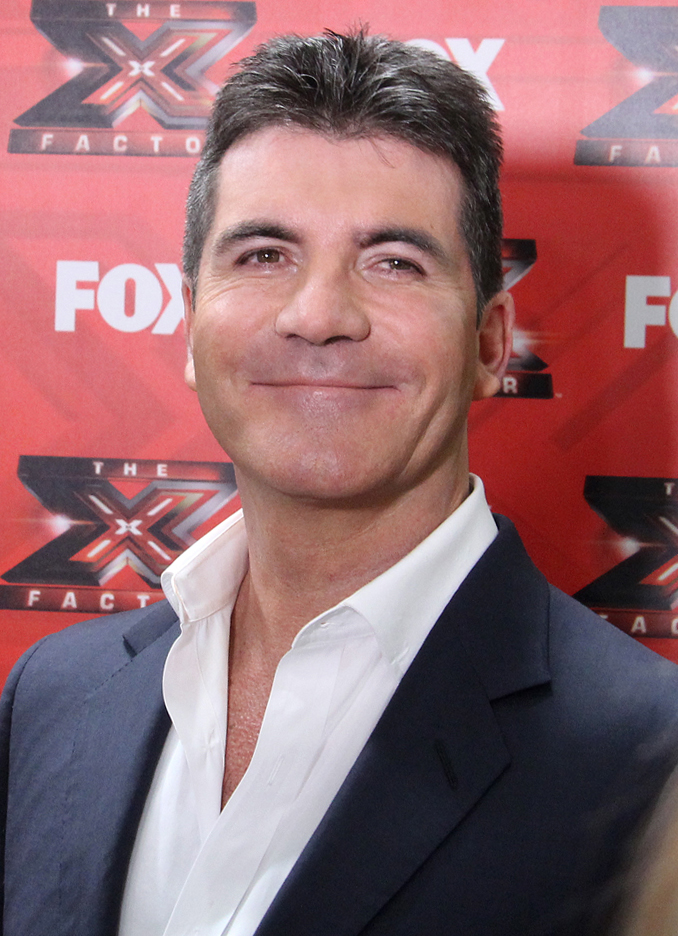
Simon Cowell bei The X Factor (2011)

Simon Phillip Cowell (* 7. Oktober 1959 in London) ist ein britischer Musik- und Filmproduzent.

## Leben
Simon Cowell wurde im Londoner Stadtbezirk Lambeth geboren und wuchs in Elstree in der Grafschaft Hertfordshire auf. Er begann seine Karriere in der Musikindustrie als A&R-Berater für Sony BMG Music Entertainment. Cowell ist Erfinder und Jurymitglied der britischen und US-amerikanischen Castingshows Britain’s Got Talent, The X Factor, America’s Got Talent und The X Factor USA. Vorher war er als Jurymitglied bei der US-amerikanischen Castingshow American Idol und bei Pop Idol tätig. Das Konzept zur Castingshow The X Factor wurde von seiner Firma Syco entwickelt. Anfang 2010 gab er bekannt, dass er nach neun Jahren seinen Job als Juror bei American Idol aufgibt, um sich mehr seiner Sendung The X Factor zu widmen.
Außerdem war er in der Show Superstar Weltweit für die USA unter den Juroren. Simon Cowell ist für seine mitunter harschen Kommentare an die Kandidaten bekannt. Er war unter anderem in dem Spielfilm Scary Movie 3 zu sehen und spricht sich selbst in der American-Idol-Parodie im Bonusteil der DVD Shrek 2 – Der tollkühne Held kehrt zurück.
2010 gründete er Helping Haiti, um Geld für die Erdbebenopfer von Haiti zu sammeln. Sie nahmen das Lied Everybody Hurts von R.E.M. aus dem Jahr 1993 erneut auf.
Er wurde 2013 bei den Nickelodeon Kids’ Choice Awards in der Kategorie Lieblings-Schurke ausgezeichnet. Am 22. August 2018 wurde er mit dem 2642. Stern auf dem Hollywood Walk of Fame geehrt.
Mit seiner Lebenspartnerin Lauren Silverman (* 1977) hat Cowell einen gemeinsamen Sohn, Eric (* 2014).

## Filmografie (Auswahl)

### Fernsehsendungen
- 2002–2010: American Idol
- 2004–2010; seit 2014: The X Factor (Vereinigtes Königreich)
- seit 2007: Britain’s Got Talent
- 2011–2013: The X Factor (Vereinigte Staaten)
- seit 2016: America’s Got Talent

### Kinofilme
- 2003: Scary Movie 3
- 2012: One Direction: All for One

### Produzent
- 2013: One Chance – Einmal im Leben
- 2013: One Direction: This Is Us

### Synchronrollen
- 2004: Shrek 2 – Der tollkühne Held kehrt zurück als er selbst
- 2004: Die Simpsons (Fernsehserie) als Henry (Episode Klug und klüger)
- 2007 und 2016: Family Guy als er selbst
- 2010: Die Simpsons (Fernsehserie) als er selbst (Episode Richte deinen Nächsten)
- 2020: Scooby! Voll verwedelt als er selbst